# Estádio Major José Levy Sobrinho
O Estádio Major José Levy Sobrinho ou Limeirão é um estádio de futebol localizado na cidade de Limeira, no estado de São Paulo, casa da Associação Atlética Internacional. O nome do estádio é uma homenagem ao doador do terreno onde foi construído o estádio. 
A Internacional conquistou, em 1966, o direito de disputar a Primeira Divisão de Profissionais, competição que antecedia a Divisão Especial. A partir de então, começou o drama do presidente Benecdito Iaquinta por não ter campo dentro dos padrões exigidos pela FPF.
Para não perder o direito de permanecer na Primeira Divisão, fora solicitado licença a FPF até quando pudesse arrumar um campo adequado. Para tal, era preciso disputar todos os torneios amadores, além de cumprir com as obrigações financeiras como taxas de inscrições do time a FPF.
Em 1967, com grande pesar, Iaquinta deu passe livre aos jogadores para começar a campanha para a construção de um estádio próprio e voltar a disputar os campeonatos oficiais da FPF dentro do prazo. E Benecdito Iaquinta encerrou a sua “Era” sem nenhuma dívida, logo após, após o lançamento da pedra fundamental do Estádio Major Levy Sobrinho, em 1974.
Major José Levy Sobrinho foi o doador do terreno onde foi construído o estádio. Em sua homenagem, o estádio passou a ter o seu nome, mas ficou conhecido popularmente como Limeirão. 
Em 30 de janeiro de 1977 aconteceu o primeiro jogo no Limeirão. Jogando contra a equipe do Corinthians, a Inter perdeu por 3 a 2. O autor do primeiro gol do Estádio Major José Levy Sobrinho foi o Leonino Tião Marino. Foi neste jogo que o Limeirão recebeu seu maior público – 44 mil pessoas estiveram acompanhando a partida contra o Corinthians.  À época de sua inauguração, foi o segundo maior estádio paulista, atrás somente do Morumbi. Com a construção de outros estádios maiores em Campinas, Ribeirão Preto, São José do Rio Preto, Presidente Prudente, entre outros, o estádio perdeu sua condição de maior do interior.
Com o novo Estatuto do Torcedor e normas de segurança, estima-se que o Limeirão hoje tenha capacidade para abrigar um público de até 18 mil pessoas e pertence a Inter de Limeira, o clube mais vitorioso do interior paulista, com 3 títulos da Série A2 do paulista, 1 da Série A1 e 1 brasileiro da Série B.